# Kanalska dolina
Kanalska dolina (italijansko Val Canale, furlansko Val Cjanâl, nemško Kanaltal) je ozka dolina v vzhodnih Alpah, na severovzhodu Italije, v avtonomni deželi Furlanija - Julijska krajina, ob avstrijsko-slovenski meji. Sega od vasi Kokovo (Coccau) blizu Trbiža, tik ob avstrijsko-italijanski meji, do železniškega vozlišča Tablja, na stičišču štirih kultur: slovenske, avstrijsko-nemške, italijanske in furlanske.

## Geografija
Kanalska dolina leži v Karnijskih Alpah; vzhodno in jugovzhodno so Karavanke in Julijske Alpe. Njeno glavno os tvorita v vzhodno-zahodni smeri reka Bela (italijansko Fella), ki je pritok reke Tilment, katera se izliva v Jadran ter reka Ziljica, ki se izliva v Ziljo in Dravo ter v Črno morje. Med obema je t.i. žabniška razvodnica. Vzhodni del Kanalske doline je poleg vzhodnega dela Pustriške doline (izvir Drave) edini predel Italije, ki spada v črnomorsko (donavsko) porečje.
Janez Turk je izčrpno obdelal toponime Karnijskih Alp.

## Kratka zgodovina
Zgodovinsko je Kanalska dolina pripadala deželi Koroška naslednici Karantanije na tem ozemlju. Od tod tudi njena posebna jezikovna podoba. Do konca prve svetovne vojne oz. do podpisa Saintgermainske mirovne pogodbe leta 1919 je spadala skupaj z Rabeljsko dolino pod Avstroogrsko monarhijo, kasneje pod Italijo. Do prve svetovne vojne je bil asimilacijski oz. germanizacijski pritisk usmerjen proti Slovencem, kasneje, leta 1939, je na osnovi dogovora o "optantih" med Hitlerjem in Mussolinijem prišlo do izselitve preostalih Nemcev zlasti na preostalo Koroško s ciljem utrditve germanizacije le-te. Pribljižno 80 % Nemcev se je takrat odselilo, ki se po vojni v glavnem niso več vrnili. 
V dolini danes živijo večinoma Italijani, poleg njih tudi Furlani ter po nekaterih podatkih 20 % Slovencev in Nemcev/staro-Avstrijcev.
Romarsko središče za celotno dolino oz. vseslovensko romarsko središče in v novejšem času večnacionalno romarsko središče so Višarje.

## Jezikovna geografija
Zgodovina, zlasti pa naravna geografija s prelazom Megvarje pri Vratah na Zilji in s prehodi čez planine, vežeta Kanalsko dolino na Ziljo do te mere, da tvorita obe dolini enotno slovensko narečno področje oz. področje ziljščine ali ziljskega narečja. Človeške vezi in skupni jezik so v medvojnem času omogočali tihotapstvo in trgovanje s Trstom.

## Krajevna imena

### Krajevna imena v Kanalski dolini in v dolini Jezernice(Ziljice)
Kraji Kanalske doline od vzhoda do zahoda:
- Pri Jalnu (Belopeška/Fužinska jezera) - Fusine Laghi
- Fužine / Bela Peč - Fusine in Valromana
- Ahlete - Aclete
- Koprivnik - Ortigara in Valromana
- Kokovo - Coccau
- Rute - Rutte Grande / Rutte
- Male Rute - Rutte Piccolo
- Bovček / Fličl - Plezzut
- Mrzla voda - Riofreddo
- Muta - Muda
- Rabelj - Cave del Predil
- Trbiž - Tarvisio
- Zamline - Lussari
- Žabnice - Camporosso in Valcanale
- (Svete) Višarje - Monte (Santo di) Lussari
- Ovčja vas - Valbruna, v dolini Zajzera
- Ukve - Ugovizza
- Naborjet - Malborghetto
- Kuk - Cucco
- Lužnice - Bagni di Lusnizza
- Šentkatrija - Santa Caterina
- Lipalja vas - San Leopoldo Laglesie
- Tablja - Pontebba
- Gornja Studena - Studena Alta
- Dolnja Studena - Studena Bassa

### Štirijezična tabela krajevnih imen v Kanalski dolini
| Slovensko   | Italijansko           | Furlansko      | Nemško          |
| ----------- | --------------------- | -------------- | --------------- |
| Lužnica     | Bagni di Lusnizza     | Lusnìts        | Lusnitz         |
| Žabnice     | Camporosso            | Cjampros       | Saifnitz        |
| Kuk         | Cucco                 | Cuc            | Kúk             |
| Naborjet    | Malborghetto          | Malborghèt     | Malborgeth      |
| Tablja      | Pontebba              | Pontebe        | Pontafel        |
| Šenkatrija  | S. Caterina           | Sante Catarìne | Sankt Kathrein  |
| Lipalja vas | Laglesie San Leopoldo | La Glesie      | Leopoldskirchen |
| Trbiž       | Tarvisio              | Tarvis         | Tarvis          |
| Ukve        | Ugovizza              | Ugovize        | Uggowitz        |
| Ovčja vas   | Valbruna              | Valbrune       | Wolfsbach       |

## Slovenci v Kanalski dolini
V nekdanji videmski pokrajini je jezikovni položaj slovenske narodne skupnosti bolj problematičen, saj so bili tukajšnji Slovenci in Slovenke v preteklosti slabše organizirani in narodno gibanje v 19. stoletju nanje ni imelo vpliva. Z jezikovnega vidika se od Tržaškega in Goriškega razlikujejo tudi po tem, da že v preteklosti, pod kraljevino Italijo, niso bili deležni šolanja v slovenščini. V Benečiji od leta 2001 deluje državna večstopenjska dvojezična šola v Špetru, ki je bila ustanovljena kot zasebna šola leta 1984. V Reziji imajo prebivalci in prebivalke na voljo le tečaje rezijanskega narečja, v Kanalski dolini pa imajo pri organizaciji tečajev slovenskega knjižnega jezika precejšnje težave.

### Slovensko kulturno središče Planika - Centro Culturale Sloveno Stella Alpina
Ustanovljeno je bilo leta 1997 na pobudo skupine Slovencev v Kanalski dolini (članov Slovenskega društva Planika, podružnice Glasbene matice, Glasbene šole Tomaža Holmarja v Kanalski dolini, Sklada za slovensko kulturo Ponce ter nekaj posameznikov) Cilj je bil širjenje delovanja in izbolšanje ponudbe ter boljše medsebojno povezovanje in omogočanje medkulturnega dialoga v Kanalski dolini in v širši regiji ter preko državnih meja. Od 21.06.2002 je Slovensko kulturno središče Planika v Kanalski dolini s strani dežele Furlanije - Julijske Krajine priznano kot ustanova primarnega interesa slovenske manjšine.

## Zanimivosti

### Gozdni muzej - Museo della Foresta
Leta 1988 je bil ustanovljen gozdni muzej ob avtocesti A23 Videm-Trbiž. V njem se predstavlja Trbiški gozd, ki ima površino 24.000 hektarjev. Botanična vrtova ob njem pa prikazujeta tipično domače rastlinstvo.